# Unione Sportiva Anconitana 1958-1959
Questa pagina raccoglie le informazioni riguardanti l'Unione Sportiva Anconitananelle competizioni ufficiali della stagione 1958-1959.

## Rosa
| N. |                   | Ruolo | Calciatore           |
| -- | ----------------- | ----- | -------------------- |
|    | Italia (bandiera) | C     | Carlo Annovazzi      |
|    | Italia (bandiera) | D     | Alberto Balducci     |
|    | Italia (bandiera) | A     | Antonio Barengo      |
|    | Italia (bandiera) | D     | Giacomo Belardinelli |
|    | Italia (bandiera) | C     | Romano Bertetto      |
|    | Italia (bandiera) | A     | Luigi Buglioni       |
|    | Italia (bandiera) | C     | Franco Carnevali     |
|    | Italia (bandiera) |       | Carpinati            |
|    | Italia (bandiera) | P     | Giovanni Farfoglia   |
|    | Italia (bandiera) | D     | Leonardo Gambini     |
|    | Italia (bandiera) |       | Giacomucci           |

| N. |                   | Ruolo | Calciatore           |
| -- | ----------------- | ----- | -------------------- |
|    | Italia (bandiera) | C     | Dino Lucianetti      |
|    | Italia (bandiera) | A     | Franco Mantovani     |
|    | Italia (bandiera) | C     | Natale Miserocchi    |
|    | Italia (bandiera) | C     | Giuseppe Nerozzi     |
|    | Italia (bandiera) | C     | Ivanoe Nolli         |
|    | Italia (bandiera) | D     | Gabriele Rambotti    |
|    | Italia (bandiera) | D     | Gennaro Ricciardelli |
|    | Italia (bandiera) | C     | Sauro Serrani        |
|    | Italia (bandiera) | C     | Renato Spurio        |
|    | Italia (bandiera) |       | Sverzut              |
|    | Italia (bandiera) | P     | Adriano Vicini       |